# Las Chałubińskich

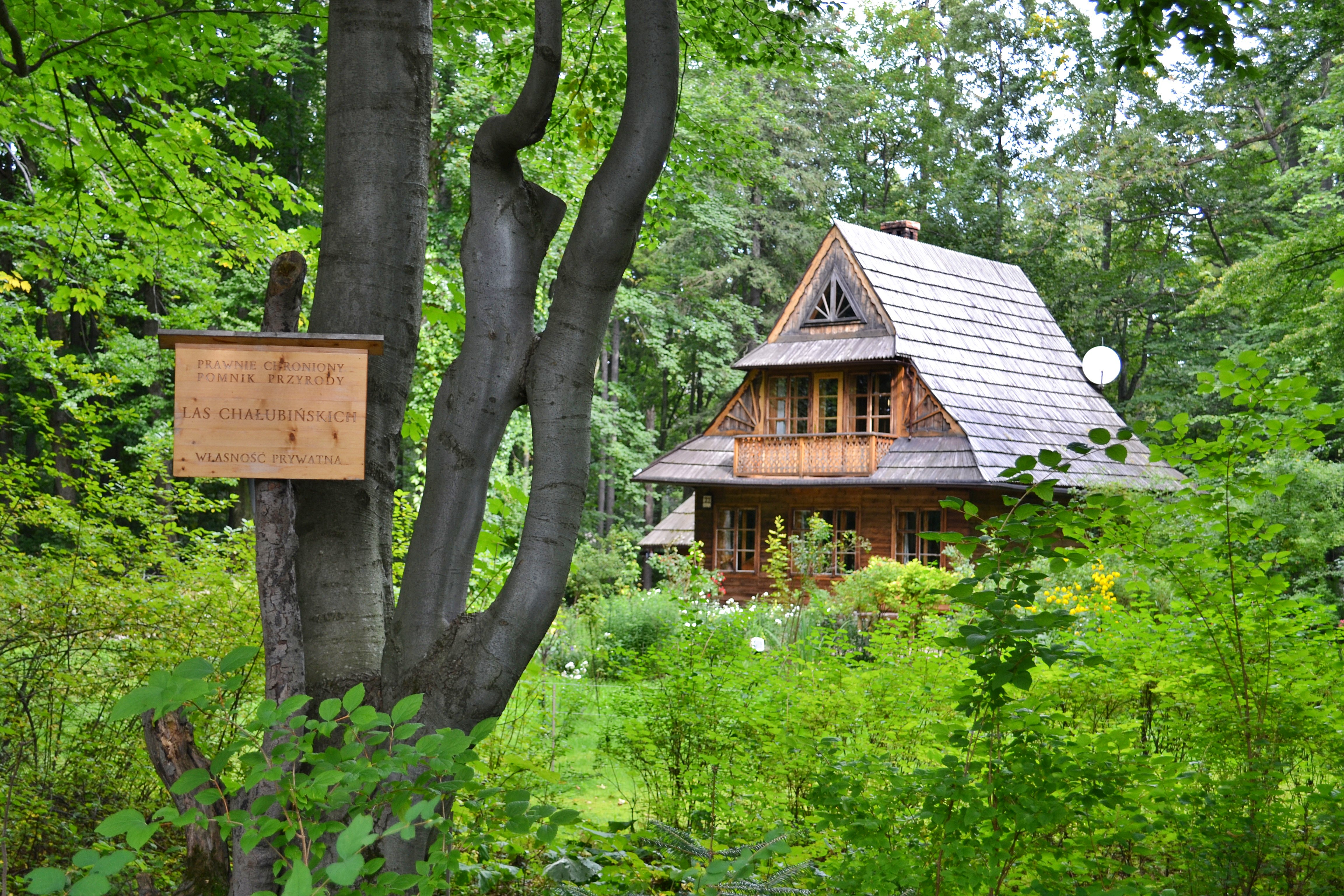
Las Chałubińskich

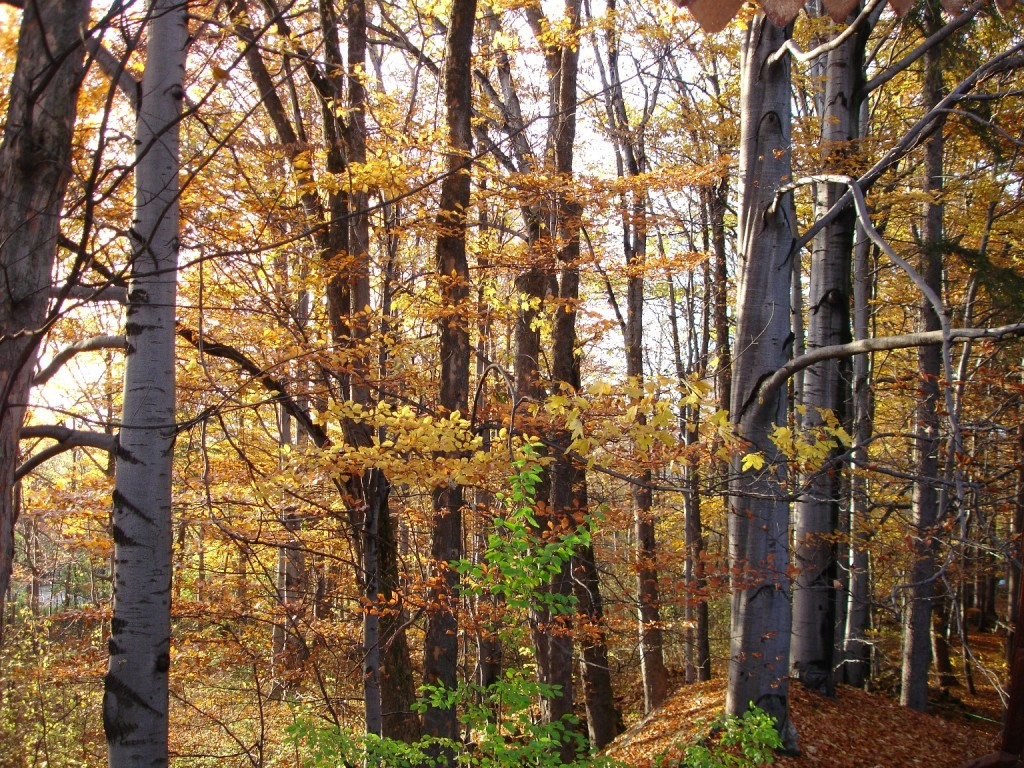
Las Chałubińskich

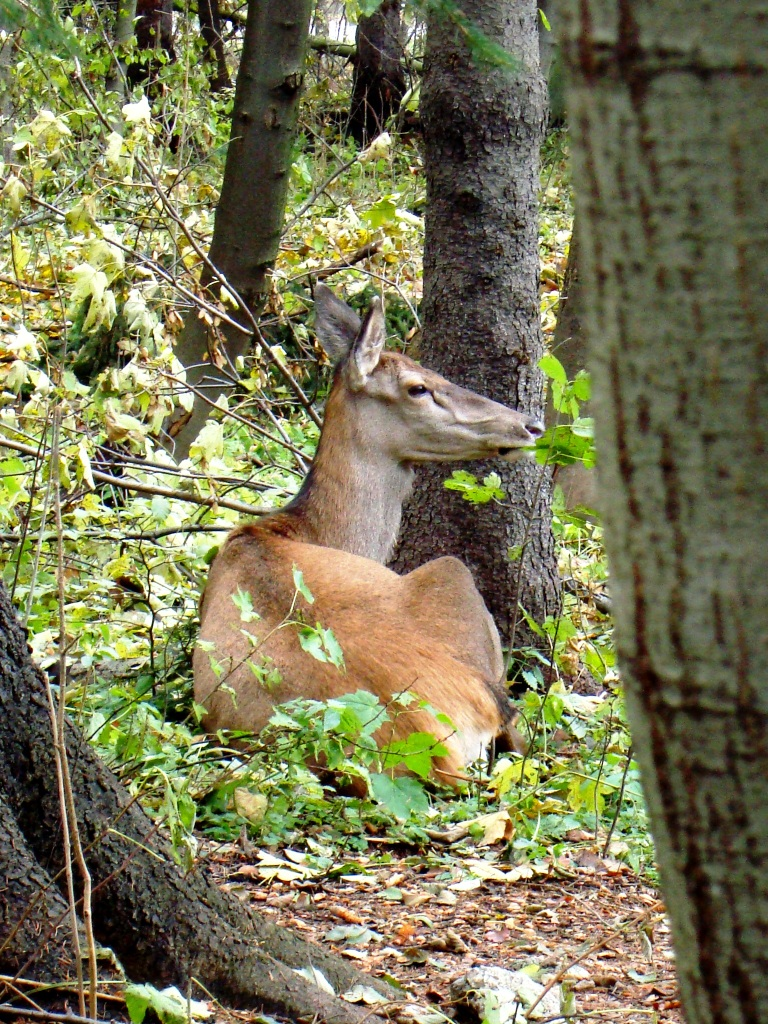
Łania w „Lesie Chałubińskich” (sierpień 2009)

Las Chałubińskich – pomnik przyrody w Zakopanem. Obejmuje obszar lasu o powierzchni 1,406 ha na obszarze dwóch prywatnych działek należących do rodziny Chałubińskich, usytuowanych w widłach ulic W. Zamoyskiego i T. Chałubińskiego. Jest to najstarszy i najlepiej zachowany fragment dolnoreglowego lasu mieszanego w Kotlinie Zakopiańskiej.

## Historia
Według zachowanych akt 10 września 1879 r. znany lekarz związany z Zakopanem, Tytus Chałubiński nabył od pruskiego bankiera Ludwiga Eichborna zalesioną parcelę pod budowę domu. Następnie 13 sierpnia 1881 r. dokupił od Magnusa Peltza (zięcia Elchborna) i jego żony Julii sąsiednią 2-morgową parcelę zwaną „Swoboda”. Po wybudowaniu domu (który spłonął w 1945 r.) ogromna większość lasu pozostała w stanie zupełnie nienaruszonym. W szczególności nie prowadzono tu nigdy żadnych wyrębów.
Zarówno syn Tytusa – Ludwik jak i jego wnuk Stefan Chałubiński skutecznie walczyli o zachowanie własności tego gruntu jak i jego nienaruszalności jako cennego zespołu przyrodniczego. Ostatecznie w 2000 r. – rok przed śmiercią Stefana Chałubińskiego – za zgodą Marszałka województwa małopolskiego – utworzony został pomnik przyrody „Las Chałubińskich”. Jest to pierwszy w powojennej Polsce, pozostający prywatną własnością obszar leśny o charakterze rezerwatowym, chroniony prawnie na wniosek właścicieli.

## Charakterystyka przyrodnicza
Historycznie w Kotlinie Zakopiańskiej lasy zajmowały ponad 90% powierzchni, ale wraz z postępującą urbanizacją Zakopane zmieniało się w teren bezleśny. Od czasu II wojny światowej lesistość Zakopanego obniżyła się z 40% do 12%.
Rezerwat obejmuje płat doskonale zachowanej buczyny karpackiej (Dentario glandulose-Fagetum) z większością typowych dla tego zbiorowiska gatunków drzew i roślin zielnych. Jednocześnie występowanie rzeżuchy trójlistkowej (Cardamine trifolia), będącej charakterystycznym wyróżnikiem buczyn tatrzańskich, może sugerować, iż „Las Chałubińskich” stanowi zanikłe już gdzie indziej ogniwo pośrednie między buczynami Tatr i Beskidów.
Rośnie tu 10 gatunków drzew: buk zwyczajny (38,6%), świerk pospolity (31,8%), klon jawor (16,3%), olsza szara (3,9%), jesion wyniosły (3,8%), jodła pospolita (2,1%), jarząb pospolity (1,5%), sosna zwyczajna (1,2%), modrzew europejski (0,7%), oraz wierzba iwa (0,1%). Wiek drzewostanu jest zróżnicowany. Przyjmuje się, że sięga on od 40–60 lat do 100–140 lat. W omawianym drzewostanie największe rozmiary osiąga jesion, który przy obwodzie pnia wynoszącym 255 cm osiąga wysokość 31 m. Niewiele mniej okazałymi jest 15 buków o pierśnicy od 63 do 79 cm i wysokości od 24 do 30 m. Obszar „Lasu Chałubińskich” jest najprawdopodobniej najstarszym i najlepiej zachowanym fragmentem dolnoreglowego lasu mieszanego w tym rejonie.
Przeprowadzona inwentaryzacja wykazała, że na obszarze tych działek o łącznej powierzchni zaledwie 14060 m², występuje szereg rodzimych gatunków: górskich (lepiężnik biały i starzec gajowy), subalpejskich (modrzyk górski i jaskier platanolistny), sztucznie wprowadzonych lub zdziczałych gatunków niżowych i podgórskich (kalina koralowa, lipa drobnolistna i barwinek pospolity), czy nawet ciepłolubny gatunek (dzwonek brzoskwiniolistny), który występuje w Zakopanem tylko jeszcze na jednym stanowisku. Znaleźć tu można endemity i subendemity ogólnokarpackie: żywiec gruczołowaty (w formie albinotycznej) i żywokost sercowaty, ale również kenofityczną smotrawę okazałą. Sześć gatunków występujących tu roślin objętych jest ochroną gatunkową: kopytnik pospolity, goryczka trojeściowa, pierwiosnek wyniosły, barwinek pospolity, kalina koralowa oraz wawrzynek wilczełyko.